# János Urányi
János Urányi, né le 24 juin 1924 à Balatonboglár et mort le 23 mai 1964 à Budapest, est un kayakiste hongrois pratiquant la course en ligne.

## Palmarès

### Jeux olympiques de canoë-kayak course en ligne
- 1956 à Melbourne,  Australie
  -  Médaille d'or en K-2 10000m[1]